# José Ángel Ortúzar Formas
José Ángel Ortúzar Formas (Santiago, 1808 - Santiago, 1868) fue un político chileno. 
Hijo de José Manuel de Ortúzar Ibáñez, y de María del Carmen de Formas y Patiño.
Militante del Partido Conservador, por el cual fue elegido diputado suplente por San Fernando en 1831, aunque no asumió la titularidad.
Elegido diputado propietario por Santiago en 1846 y reelecto de 1849, integrando en ambos períodos la Comisión permanente de Guerra y Marina. No terminó su mandato, pidió autorización para ausentarse el 10 de julio de 1851 y se incorporó en su lugar el diputado suplente Domingo Matte Messia, quien ocupó el cargo por Santiago hasta las elecciones de 1852.
Electo senador suplente en 1855 por la provincia de Atacama, siendo el primer senador de la provincia desde que ésta se separase de la Provincia de Coquimbo para efecto de elecciones legislativas. Ocupó el cargo hasta 1861.